# Elena Lunda
Elena Lunda (Palermo, 21 febbraio 1901 – Roma, 9 dicembre 1941) è stata un'attrice italiana.

## Biografia
Nata a Palermo e figlia di Vittorio Lunda i Celeste Grossi, esordì giovanissima presso la casa cinematografica Do.Re.Mi. di Lucio D'Ambra nel 1919. Fu interprete in modeste produzioni cinematografiche nei primi anni venti, dove ebbe ruoli da protagonista.
Con la crisi del cinema italiano del primo dopoguerra, lavorò per un certo periodo in Germania, prima di fare ritorno in patria con il film Il gigante delle Dolomiti, del 1927.
Fece la sua ultima apparizione nel film La compagnia dei matti, del 1928 ritirandosi dalle scene dopo la morte del marito, l'attore Alfredo Bertone, con il quale recitò in alcune pellicole, ed ebbe due figlie, Vittorina e Nicoletta.

## Filmografia parziale
- Il nodo, regia di Gaston Ravel (1919)
- Il romanzo di una vespa, regia di Mario Caserini (1919)
- La sfinge, regia di Roberto Roberti (1919)
- La casa in rovina, regia di Amleto Palermi (1920)
- Cosmopolis, regia di Gaston Ravel (1920)
- Il Trust degli smeraldi, regia di Francesco Rocco di Santamaria (1920)
- Musica profana, regia di Mario Caserini (1920)
- Finalmente mio!..., regia di Gian Orlando Vassallo (1920)
- Una donna, una mummia, un diplomatico, regia di Camillo De Riso (1920)
- Un bacio dato..., regia di Gian Orlando Vassallo (1921)
- Don Carlos, regia di Giulio Antamoro (1921)
- La seconda moglie, regia di Amleto Palermi (1922)
- Fatale bellezza, regia di Gaston Ravel (1922)
- Sant'Ilario, regia di Henry Kolker (1923)
- Brinneso!, regia di Ubaldo Maria Del Colle (1923)
- Il riscatto, regia di Guglielmo Zorzi (1924)
- Frauen, die man oft nicht grüßt, regia di Friedrich Zelnik (1925)
- Il gigante delle Dolomiti, regia di Guido Brignone (1927)
- I martiri d'Italia, regia di Domenico Gaido (1927)
- Gli ultimi zar, regia di Baldassarre Negroni (1928)
- La compagnia dei matti, regia di Mario Almirante (1928)